# Lucasisk professor i matematik
Lucasisk professor i matematik (engelska: Lucasian Professor of Mathematics; latin: Mathematicae professoris Lucasiani) är en engelsk professurtitel som tilldelas vid Cambridges universitet sedan december 1663. Titeln är grundad av och namngiven efter prästen Henry Lucas, som var ledamot för universitetsvalkretsen Cambridge University under 1639–1640. Officiellt etablerades titeln av kung Karl II av England den 18 januari 1664. Många kända vetenskapsmän, däribland fysikerna Paul Dirac och sir Isaac Newton, har varit befattningshavare.

## Lista över professorer
Sedan titeln skapades efter Lucas testamente för 361 år sedan, har totalt 19 personer haft befattningen.
| #  | Namn                                  | Porträtt | Befattningsperiod | Anmärkning |
| -- | ------------------------------------- | -------- | ----------------- | ---------- |
| 1  | The Reverend Isaac Barrow             |          | 1663 − 1669       |            |
| 2  | Sir Isaac Newton PRS                  |          | 1669 − 1702       |            |
| 3  | William Whiston                       |          | 1702 − 1711       |            |
| 4  | Nicholas Saunderson FRS               |          | 1711 − 1739       |            |
| 5  | The Reverend John Colson FRS          |          | 1739 – 1760       |            |
| 6  | Edward Waring FRS                     |          | 1760 − 1798       |            |
| 7  | The Reverend Isaac Milner FRS         |          | 1798 − 1820       |            |
| 8  | Robert Woodhouse FRS                  |          | 1820 − 1822       |            |
| 9  | The Right Reverend Thomas Turton      |          | 1822 − 1826       |            |
| 10 | Sir George Biddell Airy PRS KCB       |          | 1826 − 1828       |            |
| 11 | Charles Babbage FRS KH                |          | 1828 − 1839       |            |
| 12 | Joshua King                           |          | 1839 − 1849       |            |
| 13 | Sir George Gabriel Stokes Baronet PRS |          | 1849 − 1903       |            |
| 14 | Sir Joseph Larmor FRS FRSE            |          | 1903 − 1932       |            |
| 15 | Paul Dirac FRS OM                     |          | 1932 − 1969       |            |
| 16 | Sir James Lighthill FRS FRAeS         |          | 1969 − 1979       |            |
| 17 | Stephen Hawking FRS FRSA CH CBE       |          | 1979 − 2009       |            |
| 18 | Michael Green FRS HonFInstP           |          | 2009 − 2015       |            |
| 19 | Michael Cates FRS FRSE HonFInstP      |          | 2015 − idag       |            |

## Vidareläsning
- Knox, Kevin; Noakes, Richard (2003) (på engelska). From Newton to Hawking. Cambridge: Cambridge University Press. Libris 8965776. ISBN 0-521-66310-5. https://archive.org/details/fromnewtontohawk0000unse/.